# Gesundheitslehrer
Der Abschluss Diplom-Gesundheitslehrerin/Diplom-Gesundheitslehrer (Dipl.-Ghl.) wird über ein gesundheitswissenschaftlich ausgerichtetes Studium an einer Universität erreicht.

## Studium und weitere Ausbildung
Zu den Pflichtstudienbereichen gehören unter anderem: Gesundheitswissenschaften, Berufs- und Wirtschaftspädagogik mit Didaktik und BWL sowie einem Unterrichtsfach als Wahlpflichtfach wie Anglistik/Englisch, Germanistik/Deutsch, Mathematik, Physik, Biologie, Evangelische oder Katholische Theologie und Sport sowie andere Fächer auf Antrag. Ausbildung und Abschluss werden über eine Studien- und Prüfungsordnung geregelt.
Das Studium wird mit der Prüfung des ersten Staatsexamens und dem Titel des Universitäts-Diploms abgeschlossen und berechtigt deshalb zum Führen des akademischen Grades  Diplom-Gesundheitslehrer (Dipl.-Ghl.).
Das Studium ist praxisorientiert und ermöglicht den Absolventen sowohl einen Einsatz im schulischen Bereich (Berufliche Schulen / Sekundarstufe II) als auch im Hochschulbereich und in der freien Wirtschaft.
Der größere Teil der  Diplom-Gesundheitslehrer wählte bisher den Schulbereich und wird in erster Linie an berufsbildenden Schulen im Gesundheits- und Wirtschaftsbereich als auch im Fachgymnasium/Beruflichen Gymnasium eingesetzt. Sie unterrichten primär in gesundheitsbezogenen Fächern wie Gesundheitslehre, Betriebswirtschaftslehre, Rechnungswesen (Buchführung mit Kosten- und Leistungsrechnung) ausbildungsspezifische Fachinhalte.
In der freien Wirtschaft sind  Diplom-Gesundheitslehrer oft in der Dualen Ausbildung eingesetzt, um dort den Auszubildenden Hintergrundwissen zu vermitteln. Die heutige Internationalisierung und Globalisierung bietet für  Diplom-Gesundheitslehrer wegen der weitgefächerten Studieninhalte zusätzlich gute Berufschancen in international tätigen Unternehmen im gesundheits- bzw. medizinischen Bereich, insbesondere wenn fundierte Fremdsprachen- und weiterführende Kenntnisse sowie Berufserfahrung vorliegen.
Bevor der berufliche Einsatz an einer öffentlichen Schule beginnen kann, ist nach dem beendeten Studium je nach Bundesland noch ein 1,5- bzw. 2-jähriges Referendariat zu absolvieren, das mit dem zweiten Staatsexamen und der Bezeichnung Assessor für das Lehramt an berufsbildenden Schulen abgeschlossen wird.
Die Absolvent verfügt dann nach dem Referendariat über zwei berufliche Bezeichnungen: Diplom-Gesundheitslehrer und  Assessor für das Lehramt an berufsbildenden Schulen.
Nach dem Referendariat erfolgt nach schulischem Bedarf in der Regel die Einstellung als Studienrat mit der Verbeamtung auf Probe für zwei bis höchstens fünf Jahre, an die sich eine Verbeamtung auf Lebenszeit anschließen kann. In einigen wenigen Bundesländern werden die Lehrer nur im Angestelltenverhältnis eingestellt, was jedoch im Blick auf die bundesweite Entwicklung die Ausnahme darstellt. Das Einstiegsamt wird mit der Besoldungsgruppe A 13 + allgemeine Stellenzulage vergütet. Weitere Beförderungsmöglichkeiten bestehen zum Oberstudienrat (A 14) und Studiendirektor (A 15) und Oberstudiendirektor (A 16).

## Weblink
- http://www.uni-osnabrueck.de/160_11996.html